# Festival international du nouveau cinéma latino-américain de La Havane 2017
Le Festival international du nouveau cinéma latino-américain de La Havane 2017, la 39e édition du festival, s'est déroulé du 8 au 17 décembre 2017.

## Déroulement et faits marquants
Le palmarès est dévoilé le 17 décembre 2017 : le Grand Corail est décernée à Alanis de Anahí Berneri, le prix du meilleur réalisateur à Lucrecia Martel pour Zama, le prix spécial du jury à Une femme fantastique de Sebastián Lelio, le prix de la meilleure actrice à Sofía Gala pour Alanis et Daniela Vega pour Une femme fantastique, le prix du meilleur acteur à Jean Jean pour Carpinteros.

## Jury

### Jury fictions
- Felipe Cazals (président du jury), réalisateur mexicain
- Ilda Santiago, productrice et directrice de festival brésilienne
- Víctor Gaviria, réalisateur colombien
- Inés París, réalisatrice espagnole
- Senel Paz, écrivain et scénariste cubain

### Jury premiers films
- Matías Bize (président du jury), réalisateur chilien
- María Lourdes Cortés, universitaire
- Patricia Ramos, réalisatrice et scénariste cubaine

## Sélection

### Compétition

#### Longs métrages de fiction
- Alanis de Anahí Berneri  Argentine
- Aos teus olhos de Carolina Jabor  Brésil
- Carpinteros de José María Cabral  République dominicaine
- Invisible de Pablo Giorgelli  Argentine  Brésil  Uruguay
- Joaquim de Marcelo Gomes  Brésil  Portugal
- El Presidente (La cordillera) de Santiago Mitre  Argentine
- Les Filles d'Avril (Las hijas de Abril) de Michel Franco  Mexique
- Los buenos demonios de Gerardo Chijona  Cuba
- Mariana (Los Perros) de Marcela Said  Chili
- O filme da minha vida de Selton Mello  Brésil
- Praça Paris de Lúcia Murat  Argentine  Brésil  Portugal
- Restos de viento de Jimena Montemayor  Mexique
- Sergio & Serguéi de Ernesto Daranas  Cuba  Espagne
- Siete cabezas de Jaime Osorio  Colombie
- Tesoros de María Novaro  Mexique
- Una especie de familia de Diego Lerman  Argentine
- Une femme fantastique (Una mujer fantástica) de Sebastián Lelio  Chili
- Vazante de Daniela Thomas  Brésil  Portugal
- Zama de Lucrecia Martel  Argentine

#### Premiers films
- Adiós entusiasmo de Vladimir Durán  Argentine  Colombie
- Arábia de Affonso Uchôa et João Dumans  Brésil
- As duas Irenes de Fabio Meira  Brésil
- Cocote de Nelson Carlo de los Santos  Argentine
- El futuro que viene de Constanza Novick  Argentine
- El silencio del viento de Álvaro Aponte-Centeno  Porto Rico  République dominicaine
- El vigilante de Diego Ros  Mexique
- La 4a Compañía de Mitzi Vanessa Arreola et Amir Galván  Mexique  Espagne
- La defensa del Dragón de Natalia Carrillo  Colombie
- La educación del Rey de Santiago Esteves  Argentine
- La familia de Gustavo Rondón  Chili
- La Fiancée du désert (La novia del desierto) de Cecilia Atán et Valeria Pivato  Argentine  Chili
- La Soledad de Jorge Thielen Armand  Venezuela
- Mala junta de Claudia Huaiquimilla  Chili
- Matar a Jesús de Laura Mora  Argentine  Colombie
- Medea (La novia del desierto) de Alexandra Latishev  Argentine  Chili  Costa Rica
- Pela janela de Caroline Leone  Argentine  Brésil
- Temporada de caza de Natalia Garagiola  Argentine

#### Films d'animation
- Bákiro de Miguel José New Gaviria  Venezuela
- Bzzz de Guicho Núñez et Anna Cetti  Mexique
- Cantar con sentido. Una biografía de Violeta Parra de Leonardo Beltrán  Chili
- Cenizas de Luciana Digiglio  Argentine
- Cerulia de Sofía Carrillo  Mexique
- El libro de Lila de Marcela Rincón  Colombie  Uruguay
- Irma de Alejo Schettini et Germán Tejeira  Uruguay
- La mora y el cocuyo de Isaías Pérez  Venezuela
- La Tierra en mis manos. Sin agua de Nicolás Conte  Argentine
- Los dos príncipes de Yemelí Cruz et Adanoe Lima  Cuba
- Lupus de Carlos Gómez Salamanca  Colombie
- Nos faltan de Lucía Gajá et Emilio Ramos  Mexique
- Oceano de Renato Duque  Brésil
- Pequeños héroes de Juan Pablo Buscarini  Venezuela
- Última estación de Héctor Dávila  Mexique
- Vênus. Filó a fadinha lésbica de Sávio Leite  Brésil

## Palmarès[2]

### Longs métrages de fiction
- Grand Corail du meilleur film : Alanis de Anahí Berneri.
- Prix spécial du jury : Une femme fantastique (Una mujer fantástica) de Sebastián Lelio.
- Corail du meilleur réalisateur : Lucrecia Martel pour Zama.
- Corail du meilleur scénario : Pablo Giorgelli et María Laura Gargarella pour Invisible.
- Corail de la meilleure actrice : Sofía Gala pour Alanis et Daniela Vega pour Une femme fantastique.
- Corail du meilleur acteur :  Jean Jean pour Carpinteros.
- Prix de la meilleure photographie : María Secco pour Restos de viento.
- Prix du meilleur montage : María Novaro pour Tesoros.
- Prix du meilleur son : Guido Berenblum pour Zama.
- Prix de la meilleure musique : O Grivo pour Joaquim.
- Prix de la meilleure direction artistique : Renata Pinheiro pour Zama.

### Premiers films
- Meilleur premier film : La Fiancée du désert (La novia del desierto) de Cecilia Atán et Valeria Pivato.
- Prix spécial du jury : Matar a Jesús de Laura Mora.
- Meilleur contribution artistique : Pela janela de Caroline Leone .